# شیدان (لردگان)

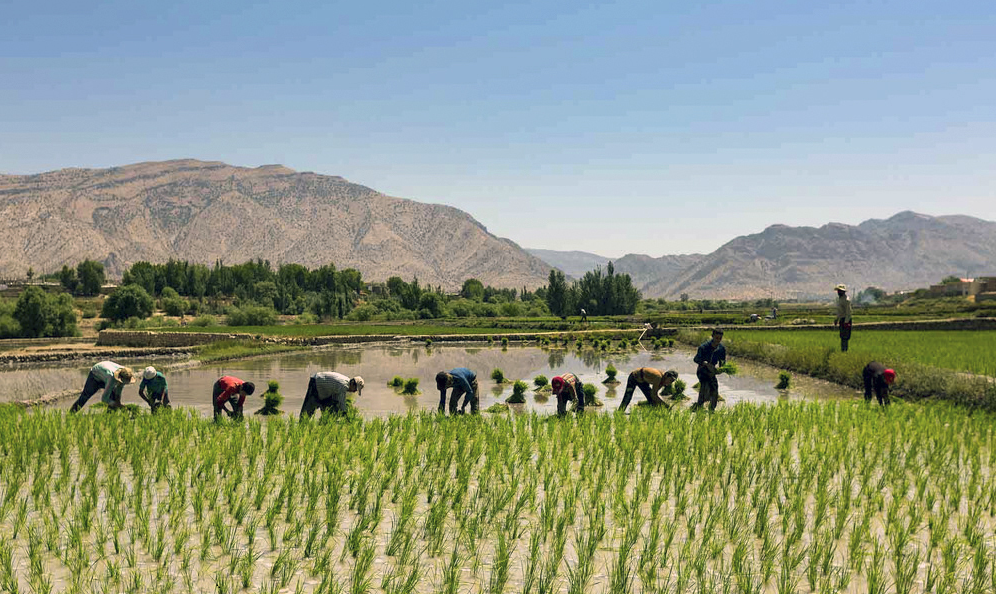

شیدان روستایی از توابع بخش مرکزی شهرستان لردگان در استان چهارمحال و بختیاری ایران است.
این روستا یکی از قدیمی ترین و اصیل ترین روستاهای شهرستان لردگان می باشد . این روستای قدیمی به علت قرار گرفتن در مزارع کشاورزی برنج دارای بافت قدیمی بوده و توسط دو رودخانه که در پایین دست روستا به هم متصل می شوند احاطه شده است .مناظر طبیعی و سرسبز این روستا به ویژه در فصل بهار و تابستان از مهم ترین جاذبه های این روستا می باشد .

## جمعیت
این روستا در دهستان میلاس قرار دارد و براساس سرشماری مرکز آمار ایران در سال ۱۳۹۰، جمعیت آن ۹۲ نفر (۲۶ خانوار) بوده‌است.
لازم به ذکر است عمده اهالی روستاهای اطراف من جمله روستای برآفتاب شهیدان و دارجونه و خلیل آباد و دهنو محمد حسین ریگ اصالتا اهل این روستا بوده و  این روستا در بسیاری از تحولات سیاسی و فرهنگی و اجتماعی شهرستان لردگان نقش بسزایی داشته است .

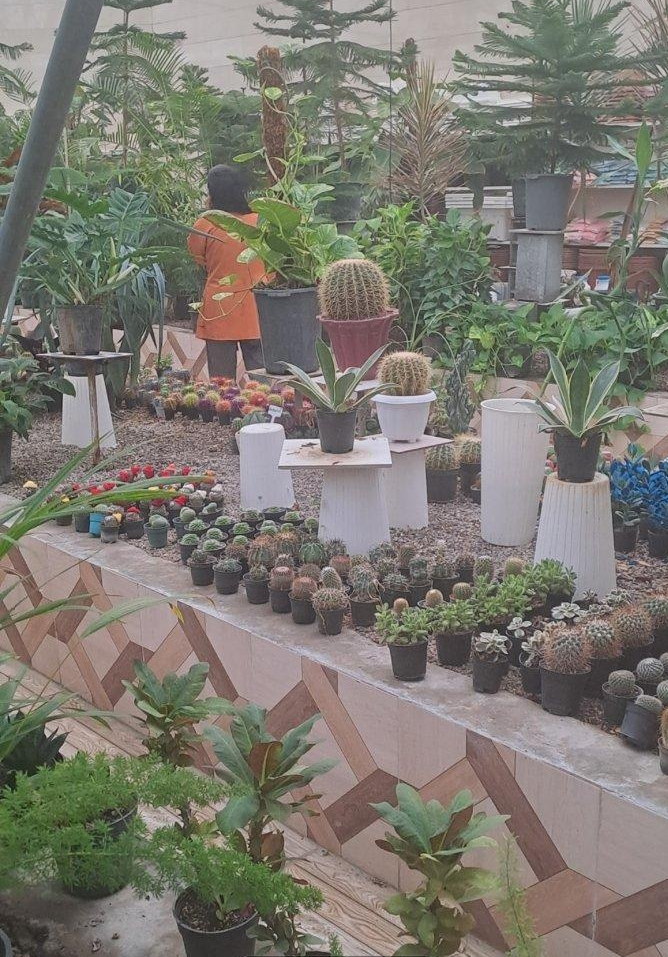